# Бельгія на Дитячому пісенному конкурсі Євробачення
Бельгія на Дитячому пісенному конкурсі Євробачення брала участь у 2003-2012 роках. Першими представниками країни на конкурсі стали X!NK, що виконали пісню «De Vriendschapsband» та посіли 6 місце. 2005 року Бельгія була господаркою Дитячого Євробачення, що пройшло у Гасселті. Свій найкращий результат країна здобула 2009 року, коли Лора з піснею «Zo Verliefd (Yodelo)» отримала 113 балів та зайняла 4 місце. Після останньої участі у 2012 році, країна більше не поверталася до конкурсу.

## Історія

### 2003—2012 роки
Бельгія дебютувала на першому Дитячому Євробаченні у 2003 році. Тоді конкурс відбувся у Копенгагені (Данія), і Бельгію представляла група X!NK з піснею «De Vriendschapsband», яка посіла шосте місце з 83 балами. Дебют був досить успішним, і країна продовжила брати участь у наступних роках.

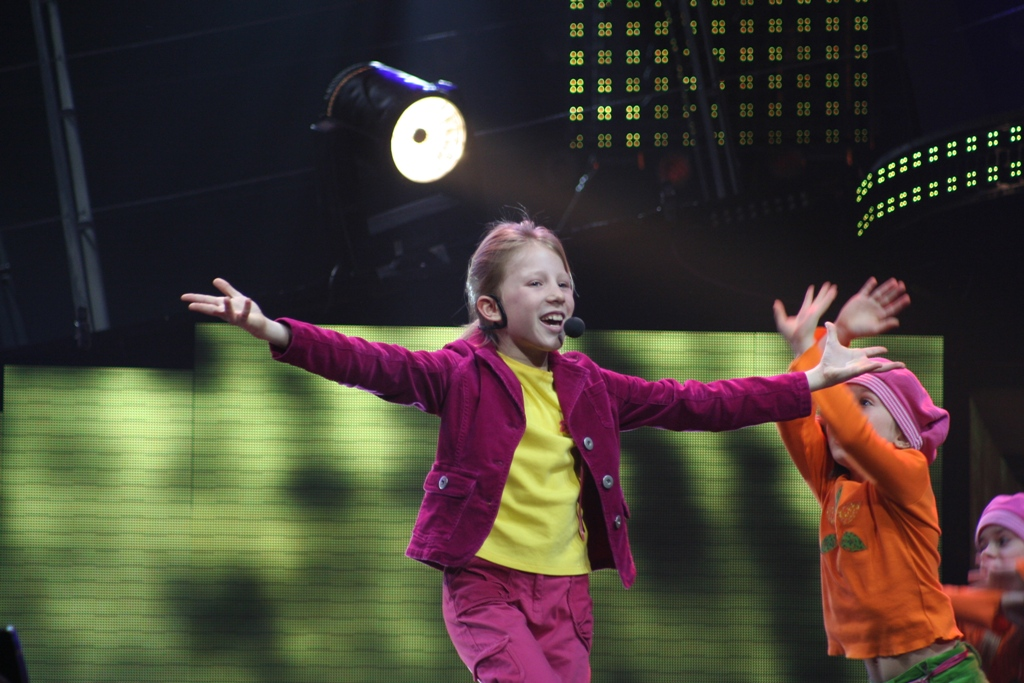
Ліндсей у Гасселті (2005)

За десять років участі (2003—2012) Бельгія показала стабільні, хоча не завжди високі результати. Найкращий результат країна здобула 2009 році, коли Лора Омлоо з піснею «Zo verliefd (Yodelo)» зайняла четверте місце. Її виступ був популярним завдяки поєднанню попмузики з йодлем. В інші роки Бельгія зазвичай посідала середні місця, але все одно залишалася активною учасницею конкурсу.

### Відбір і мова
Національні відбіркові конкурси для Дитячого Євробачення в Бельгії організовувалися двома мовниками — фламандським і франкомовним. Учасників переважно обирали через національний відбір. Виконавці представляли Бельгію як фламандською, так і французькою мовами, оскільки країна має дві головні мовні спільноти.

### Причини відмови від участі (після 2012 року)

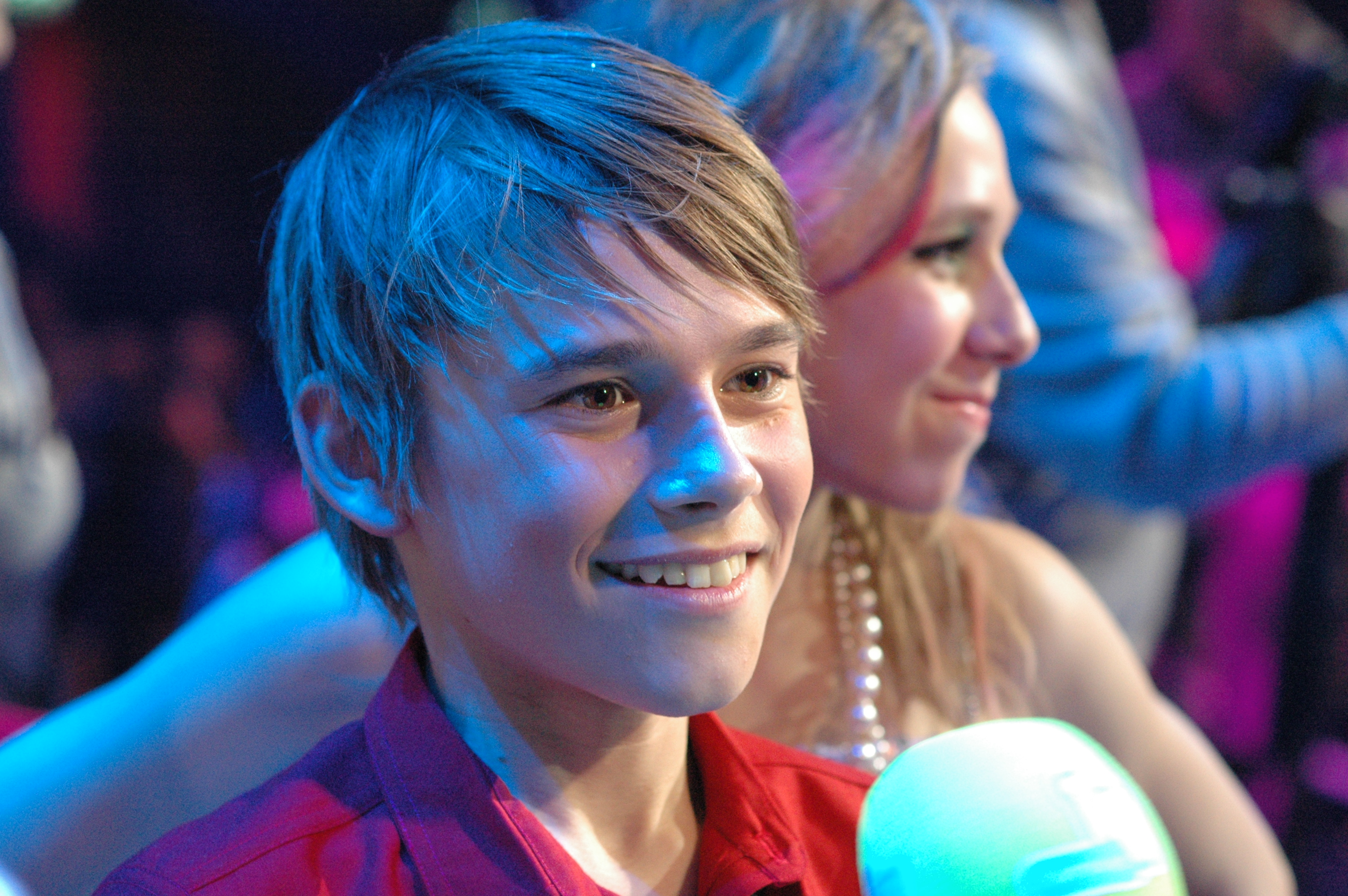
Фабіан, останній представник Бельгії на Дитячому Євробаченні, в Амстердамі (2012)

Після 2012 року Бельгія вирішила припинити участь у Дитячому Євробаченні. Фламандська телерадіокомпанія VRT оголосила, що країна більше не братиме участі в конкурсі через недостатній інтерес серед місцевої аудиторії. Вони вирішили зосередитися на створенні нових дитячих розважальних програм для національного ринку, а не на участі в міжнародних конкурсах.
З 2013 року Бельгія не брала участі в Дитячому Євробаченні.

## Учасники
| Рік  | Місце проведення | Учасник       | Пісня                                               | Місце | Бали |
| ---- | ---------------- | ------------- | --------------------------------------------------- | ----- | ---- |
| 2003 | Копенгаген       | X!NK          | «De Vriendschapsband» «Група дружби»                | 6     | 83   |
| 2004 | Ліллегаммер      | Free Spirits  | «Accroche-Toi» «Зачекай»                            | 10    | 37   |
| 2005 | Гасселт          | Ліндсей       | «Mes Rêves» «Мої мрії»                              | 10    | 63   |
| 2006 | Бухарест         | Thor!         | «Een Tocht Door Het Donker» «Подорож крізь темряву» | 7     | 71   |
| 2007 | Роттердам        | Trust         | «Anders» «Інший»                                    | 15    | 19   |
| 2008 | Лімасол          | Олівер        | «Shut Up» «Замовкни»                                | 11    | 45   |
| 2009 | Київ             | Лора          | «Zo Verliefd (Yodelo)» «Така закохана (Йодело)»     | 4     | 113  |
| 2010 | Мінськ           | Джилл і Лорен | «Get Up!» «Вставай!»                                | 7     | 61   |
| 2011 | Єреван           | Фемке         | «Een Kusje Meer» «Ще один поцілунок»                | 7     | 64   |
| 2012 | Амстердам        | Фабіан        | «Abracadabra» «Абракадабра»                         | 5     | 72   |

## Історія голосування (2003—2012)
| №  | Дано               | Дано | Отримано           | Отримано |
| №  | Країна             | Бали | Країна             | Бали     |
| -- | ------------------ | ---- | ------------------ | -------- |
| 1  | Нідерланди         | 98   | Нідерланди         | 97       |
| 2  | Вірменія           | 54   | Північна Македонія | 37       |
| 3  | Росія              | 47   | Швеція             | 36       |
| 4  | Швеція             | 46   | Мальта             | 32       |
| 5  | Іспанія            | 39   | Білорусь           | 28       |
| 6  | Грузія             | 36   | Росія              | 26       |
| 7  | Білорусь           | 33   | Румунія            | 23       |
| 8  | Україна            | 22   | Іспанія            | 22       |
| 9  | Румунія            | 19   | Сербія             | 22       |
| 10 | Сербія             | 19   | Грузія             | 21       |
| 11 | Данія              | 19   | Хорватія           | 19       |
| 12 | Мальта             | 18   | Вірменія           | 17       |
| 13 | Велика Британія    | 16   | Кіпр               | 17       |
| 14 | Литва              | 14   | Латвія             | 16       |
| 15 | Молдова            | 14   | Україна            | 13       |
| 16 | Північна Македонія | 14   | Литва              | 12       |
| 17 | Хорватія           | 14   | Норвегія           | 12       |
| 18 | Болгарія           | 11   | Греція             | 10       |
| 19 | Греція             | 10   | Молдова            | 9        |
| 20 | Франція            | 8    | Польща             | 8        |
| 21 | Норвегія           | 7    | Данія              | 7        |
| 22 | Латвія             | 5    | Велика Британія    | 7        |
| 23 | Ізраїль            | 4    | Болгарія           | 7        |
| 24 | Кіпр               | 3    | Франція            | 7        |
| 25 | Азербайджан        | 1    | Албанія            | 7        |
| 26 | Албанія            | –    | Ізраїль            | 6        |
| 27 | Польща             | –    | Португалія         | 4        |
| 28 | Португалія         | –    | Швейцарія          | 4        |
| 29 | Швейцарія          | –    | Азербайджан        | 3        |